# 薩赫尼 (列季奇夫區)
49°19′25″N 27°47′58″E / 49.32361°N 27.79944°E
薩赫尼（烏克蘭語：Сахни）是位於烏克蘭西部的村莊，由赫梅利尼茨基州裡赫梅利尼茨基區的萊蒂奇夫市鎮負責管轄。該村始建於1616年，面積1.02平方公里，海拔高度330米，2001年人口275，人口密度每平方公里270.9人。